# Oakland Arena
Ne doit pas être confondu avec Oakland–Alameda County Coliseum.
Pour les articles homonymes, voir Oracle.
Le Oakland Arena (auparavant connue comme l'Oracle Arena et Oakland-Alamedahe Arena in Oakland) est une salle omnisports (ou arena) située à côté du McAfee Coliseum dans le sud d'Oakland, en Californie.
De 1966 à 2019, elle fut le parquet des Warriors de Golden State de la National Basketball Association. De 1967 à 1976, la défunte équipe des Golden Seals de la Californie de la Ligue nationale de hockey y jouait ses parties à domicile. Ce fut également le terrain de jeu des Oakland Skates (équipe de rink hockey) de 1993 à 1995 ainsi que des California Golden Bears entre 1997 et 1999 lors de rencontres occasionnelles. L'aréna a une capacité de 19 596 places pour le basket-ball, 17 000 pour le hockey sur glace et peut accueillir plus de 20 000 personnes pour les concerts. Elle dispose de 72 suites de luxe, 3 900 sièges de club et est entourée de parkings pouvant contenir 9 600 véhicules.

## Histoire
La Oakland-Alameda County Coliseum Arena fut inaugurée le 9 novembre 1966 quand les Seals d'Oakland ont rencontré les Gulls de San Diego pour une partie de hockey sur glace. Le bâtiment fut édifié à un coût de construction de 25,5 millions de dollars et conçu par la firme architecturale HNTB. L'arène fait partie d'un complexe sportif, comprenant le McAfee Coliseum, qui est détenu conjointement par la ville d'Oakland et le comté d'Alameda (Oakland-Alameda County Coliseum Authority) et géré par la Oakland Coliseum Joint Venture (OCJV), possédé en majorité par Spectacor Management Group (SMG).
Au cours des années, l'arène est devenue de plus en plus vétuste, manquant de suites de luxe et de nouveautés. Plutôt que de construire une nouvelle arène à Oakland, à San Francisco ou à San Jose, en tant que voulue, la décision a été prise pour procéder à des rénovations de $121 millions de dollars qui a permis d'améliorer une grande partie de la vieille arène, laissant les murs externes, le toit et la base, avec quelques autres dispositifs intact, mais en reconstruisant tout l'intérieur de la salle avec de nouveaux sièges et des suites dans les confins plus anciens, semblables à ce qui a été fait à la KeyArena de Seattle. Les rénovations ont commencé en 1996 et les Warriors de Golden State ont joué au San Jose Arena en attendant la fin des travaux en 1997. À l'extérieur, l'architecture est inspirée des colisées romains. Ses fondations sont équipées de systèmes anti-sismiques depuis les rénovations de 1997, la proximité de la faille de San Andreas oblige.
La salle a porté plusieurs noms dans son existence comme Oakland-Alameda County Coliseum Arena entre 1966 et 1996, The Arena in Oakland entre 1997 et 2004 puis Oakland Arena entre 2005 et 2006.
Oracle Arena a organisé des combats de catch comme le WCW SuperBrawl, le 21 février 1999 et le NBA All-Star Game 2000 en février 2000.

### Oracle Arena
Le 20 octobre 2006, les Warriors de Golden State et Oracle Corporation ont annoncé un contrat de 30 millions de dollars sur dix ans dans lequel l'Oakland Arena sera nommée Oracle Arena. The Oracle continuera à être dirigé par Oakland-Alameda County Authority (JPA) et SMG. Oakland-Alameda County Authority sera demandé à une réunion le 10 novembre pour approuver les accords. Une conférence de presse concernant l'accord sera tenue le 30 octobre.
Le record d'affluence pour un match des Warriors de Golden State dans la salle eu lieu le 10 avril 2008 quand 20 737 spectateurs ont assisté à la rencontre entre les Warriors et les Nuggets de Denver. C'est un record pour le bâtiment et la Californie.

### Nouvelle salle des Warriors
Une nouvelle salle, le Chase Center qui est située à Mission Bay, a ouvert ses portes en 2019.

## Événements
- Concert du groupe Cream (Eric Clapton, Jack Bruce et Ginger Baker) en 1968, trois morceaux sont sur l'album Cream vol 2.
- Championnats d'Amérique du Nord de patinage artistique 1969
- Concerts de Madonna (Blond Ambition Tour), les 18, 19 et 20 mai 1990
- Skate America 1991
- Championnats du monde de patinage artistique 1992
- NBA All-Star Game 2000, 13 février 2000
- West Regional of the NCAA Men's Division I Basketball Tournament, 1990, 1995 et 2006
- WCW SuperBrawl, 21 février 1999
- Concers de Madonna (Drowned World Tour), les 5 et 6 septembre 2001
- Concerts de Pink Floyd (1977), U2 (2001 et 2005), Rolling Stones (2006)
- Concerts de Madonna (Sticky and Sweet Tour), les 1er et 2 novembre 2008
- WWE Elimination Chamber, 20 février 2011
- Concert du groupe de K-Pop Ateez le 17 juillet 2024 pour leur tournée américaine Towards the Light : Will to Power Tour 2024.

## Galerie

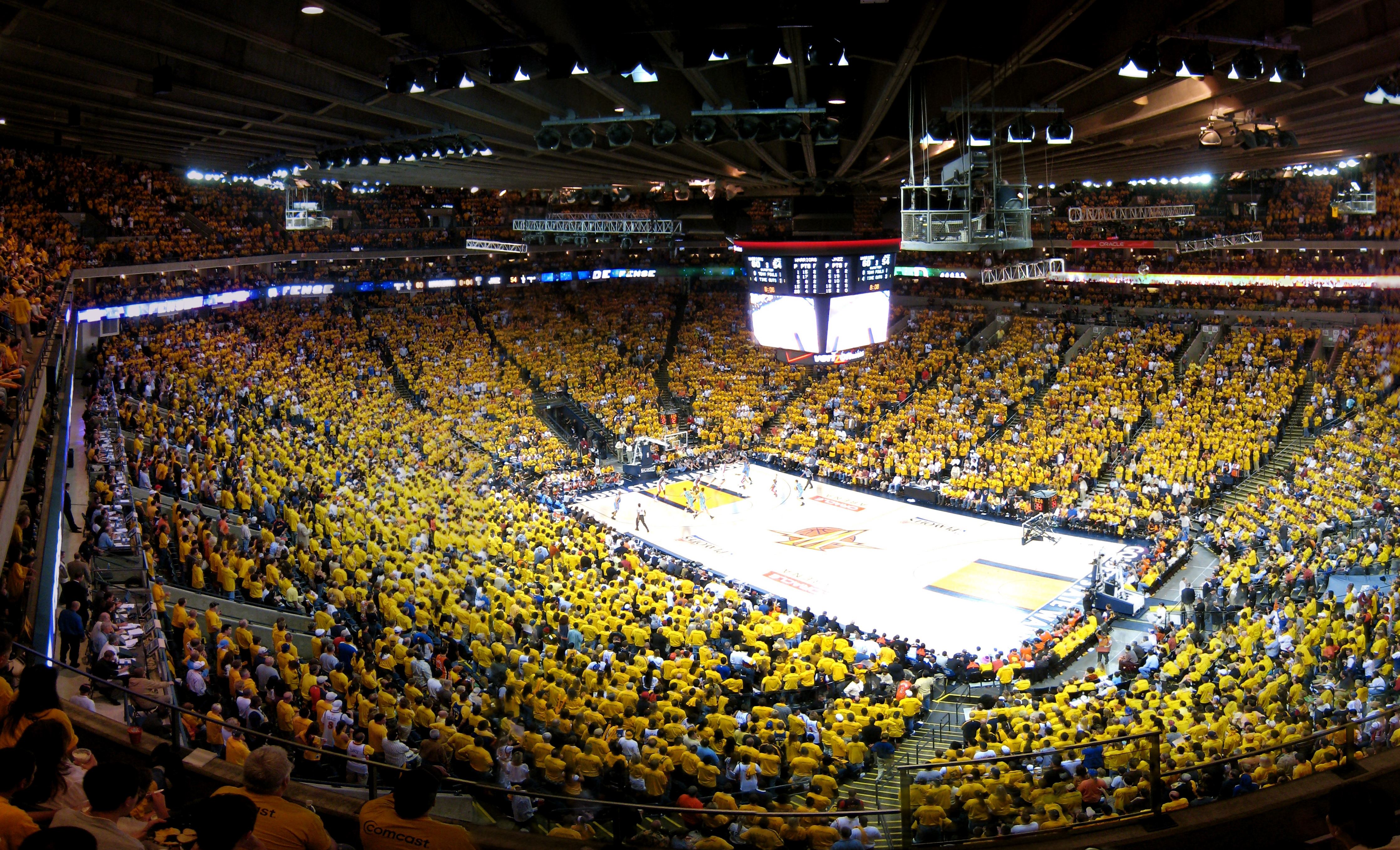
Playoffs NBA 2007
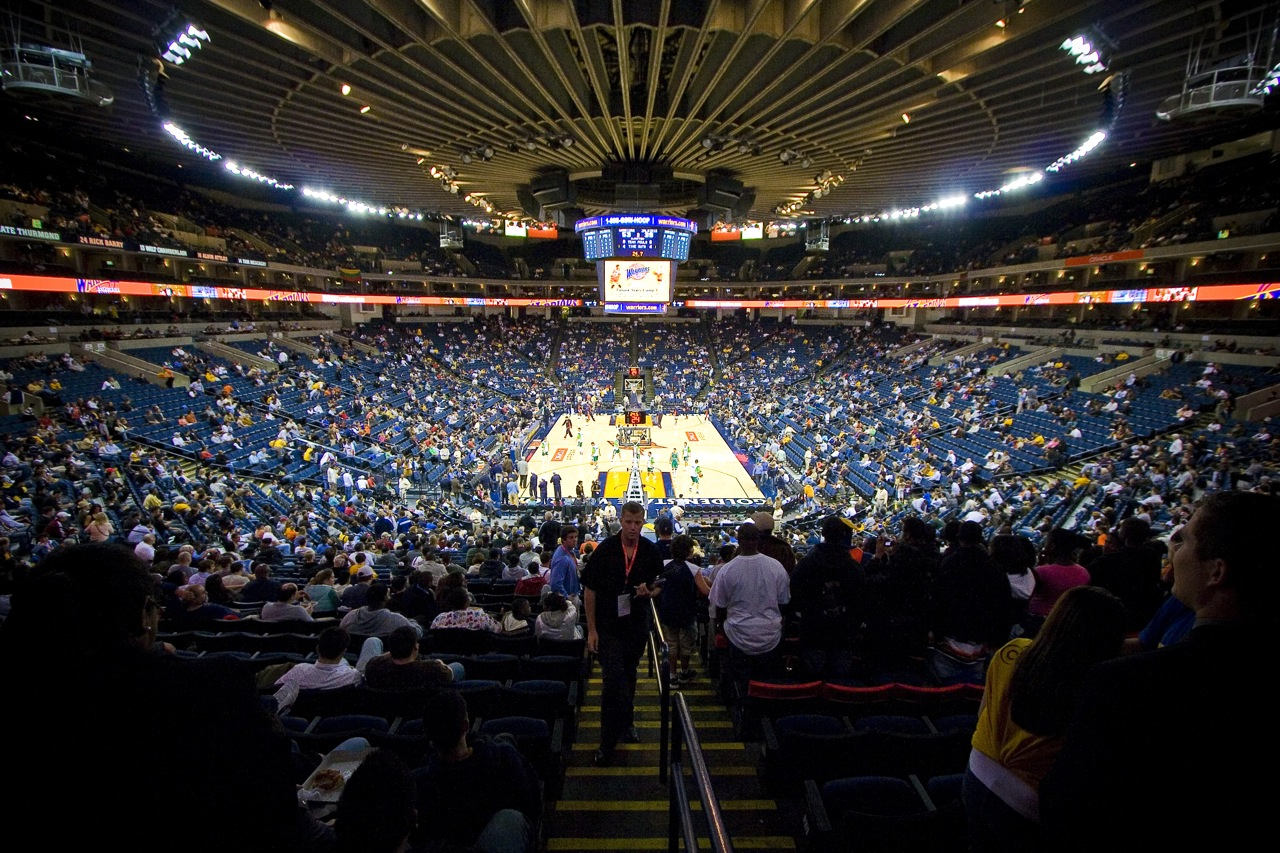
Vue intérieure
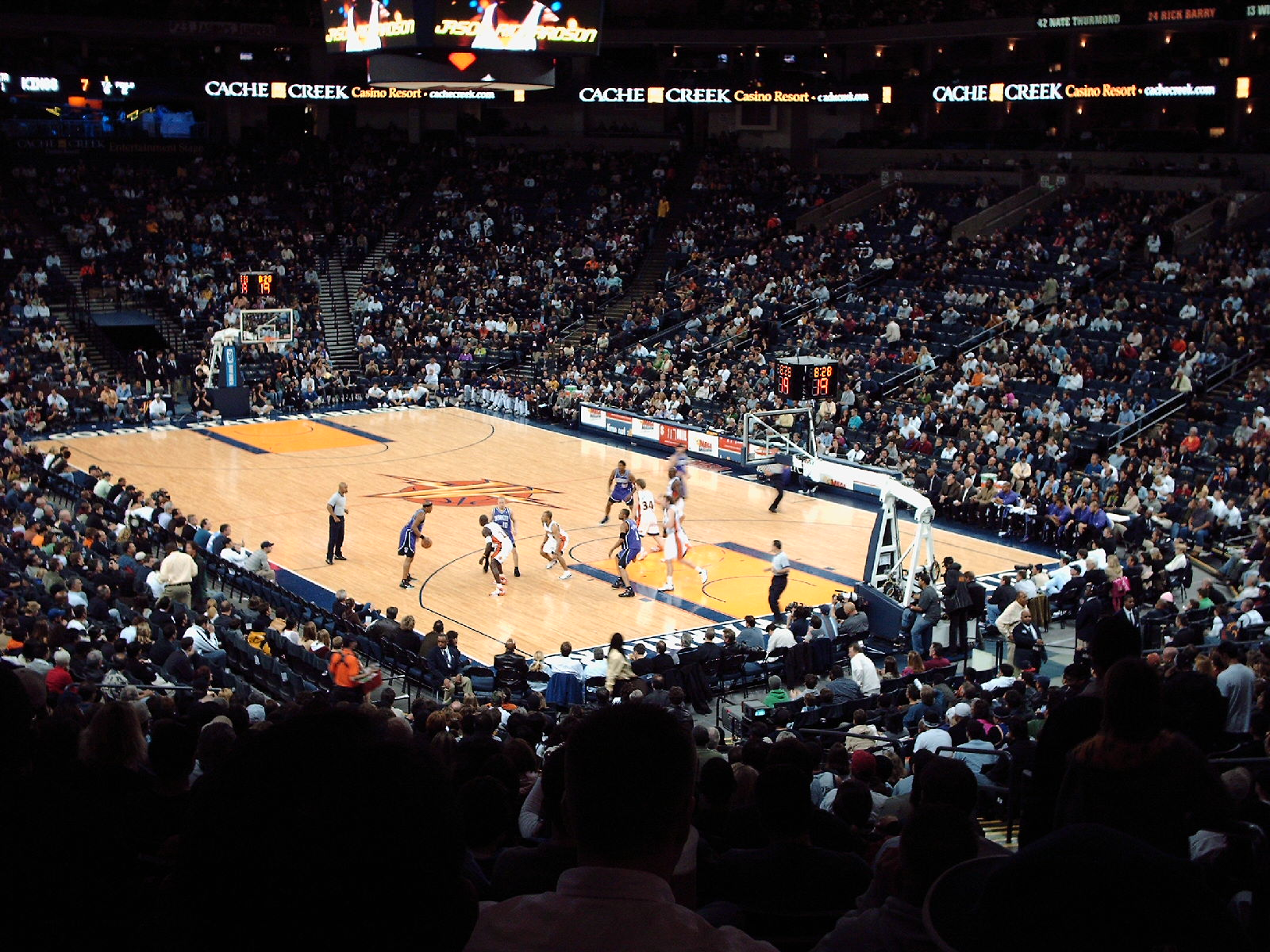
Match des Warriors
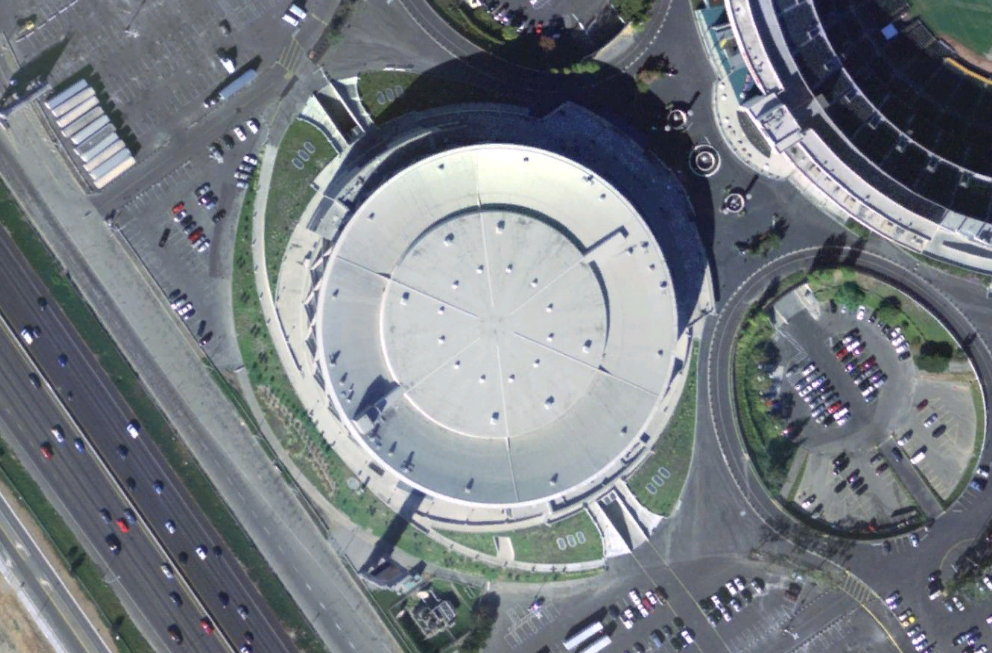
Image satellite